# Carolin Langenhorst
Carolin Langenhorst (ur. 3 lutego 1996) – niemiecka snowboardzistka, brązowa medalistka mistrzostw świata juniorów.

## Kariera
Po raz pierwszy na arenie międzynarodowej pojawiła się 7 stycznia 2012 roku w Kreischbergu, gdzie w zawodach FIS Race zajęła 48. miejsce w gigancie równoległym. W 2013 roku wystąpiła na mistrzostwach świata juniorów w Erzurum, zajmując ósme miejsce w obu konkurencjach równoległych. Jeszcze trzykrotnie startowała w zawodach tego cyklu, najlepsze wyniki osiągając podczas mistrzostw świata juniorów w Rogli w 2016 roku, gdzie zdobyła brązowy w gigancie równoległym. Na tej samej imprezie była też czwarta w slalomie równoległym.
W zawodach Pucharu Świata zadebiutowała 1 lutego 2014 roku w Sudelfeld, zajmując 35. miejsce w gigancie równoległym. Na podium zawodów tego cyklu pierwszy raz stanęła 28 stycznia 2017 roku w Rogli, gdzie rywalizację w tej samej konkurencji ukończyła na drugiej pozycji. W zawodach tych rozdzieliła Czeszkę Ester Ledecką i Inę Meschik z Austrii. Najlepsze wyniki osiągnęła w sezonie 2019/2020, kiedy to zajęła 8. miejsce w klasyfikacji PAR, a w klasyfikacji giganta była dziesiąta. W 2017 roku zajęła 16. miejsce w slalomie i 14. miejsce w gigancie równoległym podczas mistrzostw świata w Sierra Nevada. W 2019 roku, na mistrzostwach świata w Park City zajęła 7. miejsce w gigancie równoległym.

## Osiągnięcia

### Mistrzostwa świata
| Miejsce | Dzień    | Rok  | Miejscowość   | Konkurencja       | Zwyciężczyni      |
| ------- | -------- | ---- | ------------- | ----------------- | ----------------- |
| 16.     | 15 marca | 2017 | Sierra Nevada | Slalom równoległy | Daniela Ulbing    |
| 14.     | 16 marca | 2017 | Sierra Nevada | Gigant równoległy | Ester Ledecká     |
| 7.      | 4 lutego | 2019 | Park City     | Gigant równoległy | Selina Jörg       |
| 17.     | 5 lutego | 2019 | Park City     | Slalom równoległy | Julie Zogg        |
| 11.     | 1 marca  | 2021 | Rogla         | Gigant równoległy | Selina Jörg       |
| 10.     | 2 marca  | 2021 | Rogla         | Slalom równoległy | Sofija Nadyrszina |

### Puchar Świata

#### Miejsca w klasyfikacji generalnej PAR
- sezon 2013/2014: 51.
- sezon 2014/2015: 62.
- sezon 2015/2016: 35.
- sezon 2016/2017: 14.
- sezon 2017/2018: 11.
- sezon 2018/2019: 15.
- sezon 2019/2020: 8.
- sezon 2020/2021: 11.
- sezon 2021/2022:

#### Miejsca na podium w zawodach
1. Rogla – 28 stycznia 2017 (gigant równoległy) – 2. miejsce
2. Berchtesgaden – 20 marca 2021 (slalom równoległy) – 3. miejsce
3. Bannoje – 11 grudnia 2021 (gigant równoległy) – 3. miejsce